# Fuyumi Sōryō
惣領 冬実
Œuvres principales
Première œuvre : Hidamari no hōmonsha
Autres ouvrages :
- Pink na kimi ni blue na boku
- 3-THREE-
- Boy friend
- Mars
- Eternal Sabbath
- Cesare

Née le 6 janvier 1959, Fuyumi Sōryō (惣領 冬実, Sōryō Fuyumi), est une mangaka connue pour être l'auteur du shōjo Mars mais également de Mars Gaiden (one shot qui complète Mars) et des seinen Eternal Sabbath et Cesare.

## Biographie
Fille d'un maître de théâtre de Nô, Fuyumi Soryo envisage dans un premier temps d'étudier la mode. Afin de financer sa formation, elle participe par hasard à un concours lancé par l'éditeur Shogakukan où elle obtient les félicitations du jury.
Elle décide de continuer dans cette voie, et publie sa première histoire en 1982 pour le Bessatsu Shôjo Comics. C'est en 1988 qu'elle accède à la notoriété en remportant le prix Shōgakukan pour Boyfriend. Sa série suivante, Mars, obtient également un très grand succès mais la mangaka commence à se lasser du format des shōjo.
Fuyumi Soryo rejoint alors le magazine de prépublication seinen Morning pour publier Eternal Sabbath à partir de 2002. Dès 2006 elle poursuit avec une nouvelle série seinen, Cesare, qui raconte l'ascension du jeune Cesare Borgia dans l'Italie de la fin du XVe siècle. L’œuvre est codirigée avec Motoaki Hara, professeur à l'université de Tokyo et traducteur de la Divine Comédie de Dante en japonais. La qualité historique du manga est souvent soulignée et Fuyumi Soryo reçoit le prix Micheluzzi pour Cesare en 2008.
En 2016, elle publie un one-shot consacré à la jeunesse de Marie-Antoinette. Fuyumi Soryo s'intéresse particulièrement à la psychologie de la reine.

## Œuvres
- Onajikurai ai
- Pink na kimi ni blue na boku (4 volumes, Shōgakukan bunko)
- Taiyō no ijiwaru Sōryō Fuyumi Kessaku tanpenshū (1 volume, Kōdansha) - anthologie
- Kanojo ga café ni iru (6 volumes, Shōgakukan, 4 volumes en bunko)
- Tennen no musume-san (2 volumes, Shōgakukan, 1 volume en bunko)
- Owaru Heart janee Sōryō Fuyumi Kessakushū 1 - anthologie
- Saboten Sōryō Fuyumi Kessakushū 2 - anthologie
- Love Styles Kare no kokoro wo tsukamitai anata ni
- 3-THREE- (14 volumes, Shōgakukan, 8volumes en bunko, 8 volumes aux éditions Kōdansha)
- DOLL (1 volume, Kōdansha)
- Boy Friend (10 volumes, Shōgakukan, 6 volumes en bunko, 6 volumes aux éditions Kōdansha)
- Chiki chiki BOM! (2 volumes, Shōgakukan)
- Eden de aou (1 volume, Shōgakukan)
- MARS (15 volumes, Kōdansha, 8 volumes en bunko)
- MARS Gaiden Namae no nai uma (1 volume, Kōdansha)
- Tamara (1 volume, Kōdansha)
- ES -Eternal Sabbath- (8 volumes, Kōdansha, 5 volumes en bunko)
- Cesare (Morning, Kōdansha, 13 volumes parus)
- Marie-Antoinette, la jeunesse d'une reine (Kōdansha, 1 volume)
- Futur projet sur le poète Dante Alighieri auteur de la Divine Comédie

## Exposition
En 2016, la même année que la sortie de son one-shot consacré à Marie-Antoinette, des planches de son manga sont exposées aux côtés de 150 œuvres des collections de Versailles lors d'une grande rétrospective sur la reine proposée par la Mori Arts Center Gallery de Tokyo. 

## Récompenses et sélections
- 1988 : prix Shōgakukan catégorie « shōjo » pour Boy Friend[7].
- 2008 :  Prix Micheluzzi de la meilleure série de bande dessinée étrangère pour Cesare.
- 2014 : Sélection officielle du 47e Festival de la Bande-dessinée d'Angoulême pour le tome 1 de Cesare[8].
- 2023 : Nomination au 27e Prix Culturel Osamu Tezuka[9].